# 데드풀
데드풀(Deadpool)은 마블 코믹스 세계관의 등장인물로와 반영웅이다, 웨이드 윈스턴 윌슨(Wade Winston Wilson)이라는 이름으로도 잘 알려져있다. 캐나다인 용병으로, 온몸에 암세포가 퍼져 죽을 뻔 했지만, 힐링팩터의 영향으로 엄청난 재생력을 가지는 대신 부작용으로 온몸이 흉측하게 변했다. 라이언 레이놀즈 주연의 동명의 영화가 2016년 2월에 개봉했다.

## 담당 배우

### 영화
- 데드풀 (2016) - 라이언 레이놀즈
  - 데드풀 2 (2018) - 라이언 레이놀즈
  - 데드풀과 울버린 (2024) - 라이언 레이놀즈